# 国際リニアコライダー

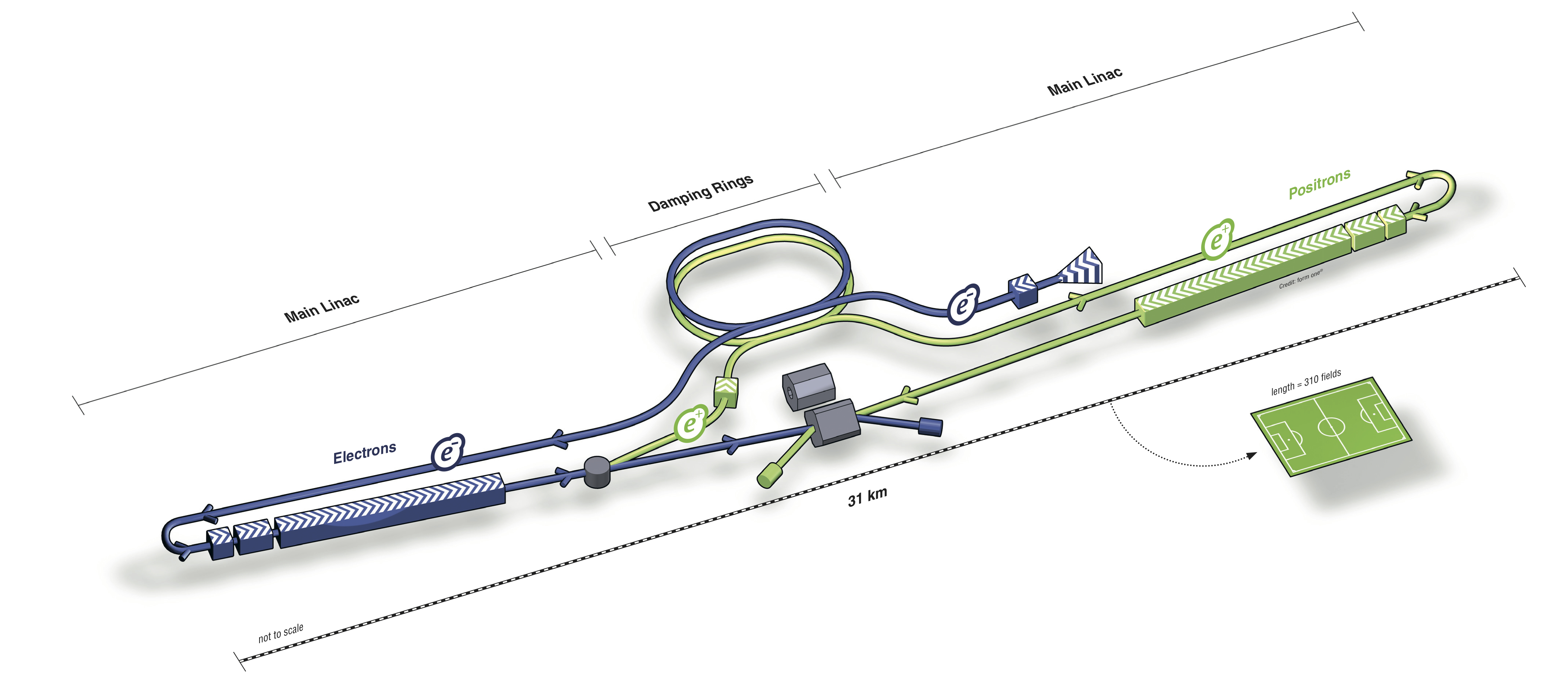
概要図

国際リニアコライダー（こくさいリニアコライダー、英: International Linear Collider、略称 ILC）とは、超高エネルギーの電子・陽電子の衝突実験を行うため、国際協力によって設計開発が推進されている加速器計画。
日本では、1990年代はじめより、高エネルギー加速器研究機構を中心として、初期に「Japan Linear Collider」と呼ばれ、アジア各国物理学者の参加を得て「Global Linear Collider」へと名称変更され開発が進められてきた構想があった。同時期より、ヨーロッパ（ドイツ電子シンクロトロン、欧州原子核研究機構）、北アメリカ（SLAC国立加速器研究所）でも類似の計画が構想され、開発に従事する研究者間で、隔年の研究ワークショップが開催されてきた。
国際リニアコライダーは、2004年8月に「国際技術勧告委員会（英: International Technology Recommendation Panel (ITRP)）」が加速器の基本技術を一本化する勧告を行ったのを受け、これらの構想が世界で1つの計画、「International Linear Collider (ILC)」に統合されたものである。
現在、ILC国際推進チーム（IDT: ILC International Development Team）を中心に、グローバルプロジェクトとしての実現を目指した活動が行われている。日本国内では、2021年5月に、高エネルギー物理学研究者会議(JAHEP)によりILC実現の推進母体として設立されたILC-Japanが中心となり、ステークホルダーと連携しつつ推進活動が行われている。
2023年7月、IDTは高エネルギー加速器研究機構(KEK)とともに、特に重要な加速器技術の研究開発・工学研究を国際協働で推進する枠組みである「ILCテクノロジーネットワーク(ITN: ILC Technology Network)を設立。同枠組みを通して、研究所間のグローバルな枠組みの構築が進められている。IDTは並行して、国際的な共同研究における豊富な経験および各国政府との対話チャンネルを有する研究者13名で構成される「国際有識者会議（IEP: International Expert Panel）」を設置。グローバルプロジェクト実現に向けた検討を進めている。

## 概論
電子・陽電子衝突型の直線型衝突加速器で、最高の重心系エネルギーを記録したのは2000年までCERNで稼働したLEP-II (209 GeV) であり、最大のルミノシティ値を持っていたのは、2010年まで高エネルギー加速器研究機構で運転したKEKBであった。CERNでは、LEP実験が終了し、LHC実験（陽子・陽子衝突型）へと移行し、2008年9月10日にその初期運転が、また2010年3月から本格実験が始まった。
陽子・陽子もしくは陽子・反陽子衝突型の実験（ハドロン型とも呼ばれる）では、陽子、反陽子など複合粒子であるハドロン内部にあるクォーク同士の反応が複数並行して起こるなかで、多数の終状態粒子が発生する。そのため、どの終状態粒子がどのようなエネルギーのどのクォーク反応に由来したかの不確定性が常に伴い、データの選別と統計的分析に大きな労力と解析計算を必要とする。
一方、電子・陽電子の衝突実験（レプトン型とも呼ばれる）では、始状態での電子と陽電子のエネルギーが全部集約され、終状態粒子はすべてそこから生成される。したがって、バックグラウンド事象の排除が容易で、データ解析が比較的簡便、という利点がある。そのため、TeVクラスのレプトン衝突型実験を行おうという計画が、各地の物理学研究者の間での共通の夢であり目標でもあった。
「加速器基本技術の一本化」とは、常伝導型の加速空洞と超伝導型の加速空洞との開発研究の比較の結果、超伝導型の加速空洞の方が、空洞内で発生するウェーク場が比較的弱いためビーム品質を保ったまま大電流のビーム加速を行ううえで有利であること、空洞のQ値が高い（空洞内に高周波電力の共鳴状態をいったん発生したあとの減衰スピードがゆっくりである）ため、比較的低いピーク電力の高周波源で運転が足り、電力パルス長は増やす必要があるもののピーク電力を増やすよりは楽、などの点で評価され、決定されるに至ったものである。
KEKB実験にも記載があるように、電子・陽電子衝突を行う貯蔵リングタイプの加速器では、ビームエネルギーが大きくなるとシンクロトロン放射によるビームエネルギーの損失が急激に増大し、したがって加速電力を生成する装置の費用また電力経費が急激に増大する。これを緩和するには、リングの軌道曲率半径を大きくする必要がある。建設費用を最小にする設計最適化を行うと（貯蔵リングの総延長に比例するコストと必要加速電力に関係するコストの和をなるべく小さくする、ということである）、リングの大きさはビームエネルギーの2乗に比例することがわかっている。一方、リニアコライダーの建設費用は、おおむね線形加速器の総延長に比例するが、これは最終ビームエネルギーに比例することを意味する。これらは概念的なコストスケール則であって、コスト算出の詳細は当然具体的設計に依存するが、2021年現在までの評価によれば、重心系エネルギー約200 GeVで運転したCERNのLEP電子・陽電子加速器を大幅に超えるエネルギーを電子・陽電子衝突で目指すならば、リニアコライダーが必要、というのが関係研究者間の世界的了解事項である。それであっても、TeVクラスの重心系エネルギーを実現するためには、30キロメートルを超える直線トンネルが必要となる。実際には、リニアコライダーの加速器施設の大部分は地下に建設され、とくに大深度トンネルを使った場合には地上用地取得の規模は限定的となるが、環境アセスメントなどにおいて十分な検討と準備が必要であることは従来の加速器施設と同様またはそれ以上となる。

## これまでの進展
主線形加速器の基幹技術を超伝導高周波空洞に拠ることを決めた2004年の研究者間国際合意を踏まえ、2005年に加速器設計のための国際協力チーム (GDE) が立ち上げられた。GDEは、ICFA（International Committee for Future Collider - 世界各地の主要加速器研究所所長と研究代表者で構成される）の下部組織の一として位置づけられており、その統括責任者はICFAのもとの国際リニアコライダー執行推進委員会 (International Linear Collider Steering Committee) に任命された。GDEの中枢メンバー名簿に載っているのは約60名であるが、世界の100以上の研究所と大学から数百名の加速器専門家、技術者、高エネルギー物理学研究者が参加し、国際リニアコライダー (ILC) の設計と技術開発の作業を行っている（ILCでの実験について準備検討を行っている実験物理学者を加えるならば、関連研究者総数は一千名を大きく越える -- おそらく二千人弱 -- と推計される）。
GDEによる、国際リニアコライダーの2007年時点の設計構想は、国際リニアコライダーサイトに見ることができる（縦横ほかの実際の寸法比は異なる）。第一期計画完成時に国際リニアコライダー加速器施設の主体をなすのは、相対するそれぞれ11.3キロメートルの直線状の2本の主線形加速器 (Main Linacs) である。これに延長約4.5キロメートルの最終収束部 (Beam Delivery Systems)、同じく約2.6キロメートルのビームバンチ圧縮部 (Bunch Compressors)、ビームエミッタンス減衰リング (Damping Rings) などを加えて、加速器施設で必要な立地は総延長約31キロメートルの細長いものである。主線形加速器をはじめとする大部分の設備は地下施設に納められるが、中央の実験設備に対応する箇所を含め、約2.5キロメートルの間隔で地上地下をつなぐ連絡路が設けられ、対応する地上部分に機材搬入口および各種の所要建屋が設けられる。加速器施設の中央部分にはビーム衝突点 (Beam Collision Point) がもうけられ、2つの実験装置 (Detectors) を交互にビーム衝突点に据え付けて実験を行う。
主線形加速器には平均31.5 MV/mの加速勾配で稼働する超伝導空洞（1個の長さ約1メートル）が総数約16,000台据え付けられる。付帯設備として、L-バンド1.3GHzのマイクロ波源、空洞を絶対温度2Kまで冷却するための冷凍施設、各種電源、制御機器が必要となる。最高ビームエネルギーはそれぞれの主線形加速器から250 GeV。これらからのビームが正面衝突するので、ビーム衝突時の重心系エネルギーは最大値500 GeVに到達し、前出CERNのLEP-II加速器で実現された重心系エネルギーの2倍を優に超えるものとなる。加速器施設全体の所要電力は約240メガワットに上ると見積もられる。
このような設計構想に沿い、GDEでは2005-2006年のあいだ加速器設計の現況とりまとめと建設コストの一次評価を行い、これをICFAに報告した。報告書ドラフトと骨子とりまとめは、ICFAおよびILCSCの討議と承認を経て、2007年2月の北京でのICFAの会議のさいに、"Reference Design Report"（略称RDR）として一般に公表され、最終印刷物は2007年9月に出版された。それによると、ILC加速器建設に必要な経費は、"ILC value unit" と呼ぶ仮想価値単位にして、トンネルほか立地整備関連に18億ILC-VU、加速器機材関係で49億ILC-VU、と評価された。また、建設工程に携わる所要マンパワーは2,200万人-時間と積算評価された。なお、通貨に換算すると、1 ILC-VUは2007年はじめ時点の1 USドル、0.83ユーロ、117円に相当するが、上記評価ではインフレ、税金、間接経費ほかが算入されていない。また、人件費の算出習慣も各国で異なっていた。これらのことを考慮した、各国の会計規則に従った見積もりへの換算は、別途行う必要がある。さらに、最終設計に至る間の開発予算、建設後のシステム立ち上げ試験経費、運転経費、また、物理実験用の測定器のための建設費用は別枠となっていた。
RDRには、加速器の設計とともに、ILCで行われる実験物理の骨子と、そのための実験装置に関する素案も記載されていた。実験装置のさらなる開発推進のため、2007年秋にILCSCは、加速器の設計開発を行うGDEと並行し、実験測定器の設計開発をコーディネートする責任者として "Research Director"（略称RD）を選任し、そのもと、世界の関連研究者による作業の組織整備が開始された。
これらの背景のもと、GDEとRD組織は、RDRを加速器と実験測定器の基本骨子文書とし、2008年よりEngineering Design活動を始めることを企画して、2010年ころまでの実機への適用可能性のデモを目指す高度R&Dと、詳細なシステム工学設計の完成にむけた作業に乗り出す活動構想を立案した。
ところが、2007年冬にまず英国、次いで米国で、それぞれの監督官庁によってILC関連の開発予算に関する縮減方針が発表された。とくに、それまで加速器・測定器の双方で大きな物的人的予算配分を行ってきた米国監督官庁の方針転換の影響は無視できず、ILC全体としての開発は減速を余儀なくされることとなった。2008年春に再策定されたGDEとRDの活動方針では、加速器についてはRDRをさらに深化し、コスト面の圧縮と技術リスクの低減を図ったTechnical Design Reportを、測定器については加速器のビーム衝突点近傍の設計と整合をとりつつ、2台の相補的特性をもった測定器システムのDetailed Baseline Reportを、それぞれ2012年終わりまでに完成する、とされていた。なお、英国や米国の監督官庁による予算縮減の理由としては、予算規模展望、技術開発の費用、経済事情などの理由が挙げられているが、この2国のアクションは基本的に独立した事象と理解されていた。また、欧州の英国以外の諸国、また、日本では、これまでのところ大幅な開発予算縮減はなされておらず、2007年中までの米国の規模には及ばないが、2021年現在まで活発な研究・開発が続けられている。

## 今後
地域ごと主要研究機関の、ILC関連活動への取り組みは以下のようである：
- 日本：高エネルギー加速器研究機構（通称：KEK）を中心として、加速器本体の開発研究が行われている。また、各地の大学で測定器の開発が進められている。
- アジア/太平洋諸国:各国の研究者が本国研究施設において、また、KEK、CERN、フェルミ国立加速器研究所など、各国の事情や研究機関毎によって協定を締結した加速器科学研究センターを訪問して開発研究に従事している（KEKへ訪問しているのは、タイ、インドネシア、韓国、中国、インド、スリランカ、ベトナム等、合計24カ国より・・CERNメンバー国および北米も含む）。
- ヨーロッパ:CERNを初め、DESYおよび各地の大学で、測定器や加速器本体の開発研究が進められている。
- 北米:フェルミ国立加速器研究センターをはじめ、スタンフォード線形加速器研究センター (SLAC)、トマス・ジェファーソン研究所 (Jefferson Lab)、コーネル大学等で開発研究が進められている。

同時に、GDEとは不即付離の関係を保ちつつ2007年に成立したRDとその補佐機関によるコーディネーションのもと、全世界規模の物理学者が参加する大型実験のため、物理研究上の各種シミュレーションや測定器のシステム開発・設計研究が行われていた。さらに、アジア、ヨーロッパ、北米の各領域でそれぞれの産官学連携のフォーラムを初めとしたミーティングが行われ、活発な意見交換が進められている。
前述のように、2010年4月時点のGDEとRDの活動方針では、2012年終わりまでに加速器についてはRDRをさらに深化、コスト面の圧縮と技術リスクの低減を図ったTechnical Design Reportを作成、測定器については同じく2012年終わりまでに、加速器のビーム衝突点近傍の設計と整合をとりつつ、2台の相補的特性をもった測定器システムのDetailed Baseline Reportを作成することになっていた。2012年ころ、あるいはそれから大きくは遅れない近未来のある時点でCERN LHC実験からの初期結果が得られ、その示すところとILC加速器・実験設計の成熟度・予算規模を勘案して、世界規模の研究者コミュニティのコンセンサスが再確認され、これを踏まえて各国の監督官庁がなんらかの財政的判断を下すことが可能となるのではないか、というのが関連する研究者の間での展望であった。
この間、小規模のサポートスタッフ人件費と旅費を除いて、GDEおよびRD自体に固有の大規模予算が政府間合意のもと拠出されているわけではなく、ほぼすべての開発予算は、各国・領域ごとの、あるいは個別研究機関に対応する各種予算枠組みのもとで行われていた。GDEおよびRDは、これら個別機関の予算執行を管理し、監督官庁にたいして報告責任を負う立場には置かれていない。また、非公式協議の場はもたれているものの、国際リニアコライダーの建設が政府間国際協定のもとにすでに保障決定済み、という状況下にもない。これらの意味で、国際リニアコライダーは、「今後の展開をにらみつつ、当面の設計開発を、現時点の各国・領域の研究枠組みの中の可能な範囲で推進する」という過渡的な状況にある、とするべきであろう。
なお日本では、北上山地を推す岩手県・東北経済連合会・東北大学を中心とした東北ILC推進協議会と、脊振山系を推す佐賀県・九州経済連合会・九州大学を中心としたILCアジア - 九州推進会議のグループが国内候補地の誘致で争っていた。その後、2013年8月23日に立地評価会議が国内候補を北上山地に選定した。また、国際推進組織リニアコライダー・コラボレーションの幹部が北上山地を視察し、最高責任者のリン・エバンスは「北上山地は世界で唯一の候補地だ」と明言した。2018年4月18日には「岩手ＩＬＣ連携室」内に「オープンラボ」を開設している。一方で、2018年12月19日、日本学術会議は、「国際リニアコライダー計画の見直し案に関する所見」を文部科学省に提出した中で、日本へのILC計画誘致を支持しないことを明らかにした。

## 将来
関係研究者間の過去の目標では、2010年春開始のCERNのLHC実験と同時期に、重心系エネルギーで250 GeV-500 GeVの衝突実験を行うことが期待されたが、2021年現在では最速で2030年代後半の計画正式スタートが議論されている。
計画の正式実現のためには、なんらかの国際協議を経て、建設決定、最終候補地の選定、担当建設部署と予算拠出にかんする政府間合意が取り交わされる必要がある。それに基づき、加速器本体の設置形態を確定し、トンネルの掘削、加速器本体の製造、加速器付帯施設の建設、実験装置の製造、加速器付帯施設への実験装置の設置等が行われることになる。
上記にあるように、2007年2月に建設費用の一次評価が公開されたあと、計画推進の科学者の立場からは、近々に政府間の国際協議に向けた動きが新たな段階に入ることが望ましい、と考える者は少なくなかった。しかしながら、その具体については当然、関係国それぞれにおける周辺科学技術分野と産業界の了解、行政府とくに財政当局、および関連する地方公共団体の理解、そして最終的には立法府の判断に大きく左右される。最新の状況では、前述のハドロン加速器とレプトン型加速器の相補性議論の有効性は認めつつも、計画と予算の巨大さを考慮して、2010年にまず重心系エネルギー7TeVで運転が立ち上がったLHCでの陽子・陽子衝突実験の帰趨をまず見るべき、との意見が支配的となっていた。さらに、ILCとは別に、2ビーム加速方式と呼ばれる方法でより高いエネルギーへの到達を目指す、もう1つのリニアコライダー、CLIC計画の開発検討も、欧州を中心とするグループによって別途行われている。これらを総合した世界の将来計画展望の再構築が必要、との見解が強まっている。
ともあれ、リニアコライダー計画としての技術的成熟度では、ILCがCLICよりも数年以上先んじていることは、関係者の衆目の一致するところである。また、国際リニアコライダー建設への進展のためには、一カ国あるいは一領域が先行して一元的に予算上、運営上の責任を負うのではなく、成り立ちからして国際的に開かれた（"Global" な）計画発展の形態が取られるべき、というのが、関係する科学者のほぼ総意と言って良い。具体的にはたとえば、ALMA計画で経由したものと類似の段階を踏む可能性が研究者間では議論されている。すなわち、第三者評価が行われ、同時に専門委員会（予算、科学技術諮問委員会、技術開発委員会）が公式の組織として承認され、二次計画へとステップアップした後に政府間合意へと繋がっていく、といったようなものである。また、ITER計画も計画発展の形態を考えるうえでのひな形の1つと目される。ただし、政治決定（まだ行われていない）に先だって関連研究者レベルの議論が長く行われている点、2021年現在までのところ、さまざまの国際共同研究を行ってきた各研究所が開発の主体である点、したがって産業界による工業規模のエンジニアリングはまだその端緒についたところと言うべきなどの点で、国際リニアコライダーはITER計画とはやや趣を異にする。
これら諸課題についての関係国からの監督官庁による接触と意見交換は、OECD Global Science Forumの高エネルギー物理学の将来にかんするConsultative Groupを皮切りに2003年ころから始まり、Funding Agencies for Large Collidersと呼ばれる会合におい2015年まで進行した。しかし、科学技術予算事情の幅広い長期展望を踏まえたうえの国際リニアコライダーに関する政策は、各国ともそれぞれの行政府立法府を通して確立しているわけではなく、正式な国際協議の場の発足は今後の課題である。

## 関連研究所/組織
- 高エネルギー加速器研究機構 (KEK)
- スタンフォード線形加速器センター (SLAC)
- フェルミ国立加速器研究所 (FermiLab)
- 欧州原子核研究機構 (CERN)
- ドイツ電子シンクロトロン研究所 (DESY)
- ILC国際推進チーム（IDT)
- ILC-Japan
- 先端加速器科学技術推進協議会（AAA)

以上は国際リニアコライダーに関連して、各領域の中枢研究所として研究活動の取りまとめを行っている代表的な機関および推進組織である。これに加えて、各国の多数の大学附属の研究所や研究室にて実験や設計が進められている。

### 研究課題
- 高エネルギー物理学
- 素粒子物理学

### 装置
- 加速器
  - 大型ハドロン衝突型加速器 - Large Hadron Collider
  - CEPC（英語版） - Circular Electron Positron Collider

### 日本の関連人物
- 山田作衛 - 国際リニアコライダー物理研究責任者
- 駒宮幸男 - 元リニアコライダー国際推進委員会（LCB）委員長
- 村山斉 - 元リニアコライダー・コラボレーション副ディレクター
- 川越清以 - 立地評価会議の共同議長
- 山本均 - 立地評価会議の共同議長
- 椎名素夫 - 国際経済政策調査会代表、加速器科学研究会を設置

### 国際リニアコライダーを扱った日本の番組
- ILC科学少年団 - 東京ケーブルネットワーク / 先端加速器科学技術推進協議会　共同制作番組

### 国際リニアコライダーをテーマにした日本の創作
- ILC/TOHOKU（SF小説） - 小川一水、柴田勝家、野尻抱介